# Jarosław Biernat
Jarosław Biernat (* 6. September 1960 in Stettin; † 20. April 2019) war ein polnischer Fußballspieler.

## Karriere
Biernat spielte bis 1986 in Polen bei Legia Warschau und Pogoń Szczecin. Dann wechselte er in die Bundesliga zu Eintracht Frankfurt, in der er am 21. Februar 1987 beim Spiel gegen Fortuna Düsseldorf sein Debüt gab. Das Spiel endete 3:3, Biernat erzielte das 0:1. Die nächste Saison verbrachte er auf Leihbasis bei der SG Union Solingen in der 2. Bundesliga, bevor er zur Eintracht zurückkehrte. Er machte noch drei Spiele für die Eintracht, bevor er zu SpVgg Bayreuth wechselte, wo er ein weiteres Jahr in der 2. Liga spielte. Es folgten Stationen bei Preußen Krefeld und dem SG Düren 99.
Zuletzt war Jarek Biernat im Trainerstab des Dürener SV 1906, hauptsächlich als taktischer Koordinator, tätig.
Er starb am 20. April 2019 nach längerer Krankheit.